# Wigston Magna
Wigston Magna är en ort i Oadby and Wigston, Storbritannien. Den ligger i grevskapet Leicestershire och riksdelen England, i den södra delen av landet, 140 km nordväst om huvudstaden London. Wigston Magna ligger 104 meter över havet och antalet invånare är 33 720. Staden nämndes i Domedagsboken (Domesday Book) år 1086, och kallades då Wichingestone.
Terrängen runt Wigston Magna är platt. Runt Wigston Magna är det tätbefolkat, med 530 invånare per kvadratkilometer. Närmaste större samhälle är Leicester, 6,9 km norr om Wigston Magna. Trakten runt Wigston Magna består till största delen av jordbruksmark.